# بريان رايس
بريان رايس (بالدنماركية: Bryan Rice)‏ هو مغني ومغن مؤلف دنماركي، ولد في 29 مايو 1978 في Dåstrup ‏ في الدنمارك.

## وصلات خارجية
- الموقع الرسمي
- بريان رايس على موقع ميوزك برينز (الإنجليزية)
- بريان رايس على موقع أول ميوزيك (الإنجليزية)
- بريان رايس على موقع ديسكوغز (الإنجليزية)